# Hemiphyllodactylus margarethae
L'Hemiphyllodactylus margarethae Brongersma, 1931 è una specie di geco che vive sull'isola di Sumatra, in Indonesia.

## Etimologia
Leo Brongersma, che ha per primo descritto la specie, non ha spiegato la scelta del nome specifico margarethae.
I nomi vernacolari in lingua inglese (Sumatran Slender Gecko), in lingua tedesca (Sumatra-Halbblattfingergecko) e in lingua danese (Sumatra-myndegekko) fanno invece riferimento all'area dove il geco vive, l'isola di Sumatra.

## Descrizione
Hemiphyllodactilus margarethae è un geco di piccole dimensioni: la lunghezza muso-cloaca misurata negli esemplari adulti è compresa tra i 3,6 e i 4,69 cm, con una media di circa 4,1 cm; la coda ha una lunghezza pressappoco pari a quella del corpo.
Questa specie presenta una marcata differenza di colorazione tra il corpo e la coda, caratteristica che condivide con Hemiphyllodactylus harteti che tuttavia è più scuro. Il corpo di Hemiphyllodactilus margarethae si presenta infatti di colore tra il marrone chiaro o beige sbiadito, fino ad un beige rosato. Sul dorso vi possono essere piccole macchie più scure, a coppie.

## Biologia

### Comportamento
Si tratta di una specie molto poco studiata, nonostante sia stata descritta per la prima volta già nel 1931, perché a lungo è stata confusa con Hemiphyllodactylus typus, di cui era considerata sinonimo.
È una specie notturna ma si sa poco del suo comportamento.
Le zone in cui è stato ritrovato erano originariamente zone di foresta di montagna, oggi in parte perduta per fare posto a coltivazioni di alberi da frutta.

### Riproduzione
Hemiphyllodactylus margarethae si suppone essere un geco oviparo. Certamente è una specie per la quale sono presenti entrambi i sessi, a differenza di Hemiphyllodactylus typus, che è unisessuale.

## Distribuzione e habitat
La specie è endemica di un'area che va dalla parte centrale a quella settentrionale di Sumatra. Tutti gli avvistamenti sono stati sui monti al centro dell'isola, lontano dalle coste.
Questo geco è stato registrato anche sulla più piccola isola di Nias, ma questo avvistamento rimane dubbio.

## Conservazione
Hemiphyllodactylus margarethae è una specie ancora poco studiata e i dati disponibili sono insufficienti per determinarne lo stato di conservazione. Ricerche sul campo sono necessarie per stabilire a quali rischi sia esposta e quanto questo geco sia sensibile a tali rischi.

## Tassonomia
La specie è stata descritta per la prima volta da Leo Brongersma nel 1931.
Già pochi mesi dopo, lo stesso zoologo olandese cambiò idea, proponendo di considerare H. margarethae un sinonimo di H. typus. Nel 1935 anche Malcolm Arthur Smith confermò indipendentemente quest'ultima conclusione di Brongersma. Per lungo tempo ciò fu comunemente accettato dalla comunità scientifica. Solo dal 1994 questo venne messo in dubbio e H. margarethae cominciò a essere considerato un taxon con status incerto.
Bisognerà attendere un ampio studio sui gechi del genere Hemiphyllodactylus dell'erpetologo statunitense George Zug che nel 2010 ha consentito di determinare che effettivamente H. margarethae e H. typus sono due specie distinte.